# Frisée (Hamois)
Pour les articles homonymes, voir Frisée.
Frisée est un hameau du village de Schaltin, en province de Namur (Belgique). Avec Schaltin il fait  administrativement partie, depuis 1977, de la commune de Hamois (Région wallonne de Belgique). Un des ruisseaux alimentant le Bocq prend sa source un peu au nord de Frisée.